# بتا بلاکر
بتا بلاکرها (به انگلیسی: Beta blockers) یا مسدودکننده گیرنده آدرنرژیک بتا به گروهی از داروها گفته می‌شود که نقش آنتاگونیست رقابتی را برای اتصال به گیرنده‌های آدرنرژیک بتا ایفا می‌کنند. در سیستم سمپاتیک واسطه‌هایی مانند اپی‌نفرین و نوراپی نفرین اثراتشان را به وسیله دو نوع گیرنده در سطح سلول‌ها (به نام گیرنده بتا و آلفا) اعمال می‌کنند. اولین و پرمصرف‌ترین داروی بتابلاکر پروپرانولول است.

## انواع گیرنده بتا
در سیستم سمپاتیک سه نوع گیرنده بتا یعنی بتا یک، بتا دو و بتا سه داریم.
- گیرنده‌های بتا یک (β۱) به صورت عمده در قلب و کلیه قرار دارند.
- گیرنده‌های بتا دو (β۲) اغلب در ریه، دستگاه گوارش، کبد، رحم، عضلات صاف جدار عروق و عضلات اسکلتی وجود دارند.
- گیرنده بتا سه (β۳) در سلول‌های چربی مشاهده می‌شود.

### نکات کلیدی
بتا بلاکرها معمولاً برای درمان نارسایی قلبی تجویز می‌شوند.
اما اخیراً برای درمان علائم اضطراب، آنها را بدون برچسب تجویز می‌کنند.
مسدودکننده‌های بتا می‌توانند یک گزینه درمانی کوتاه مدت برای کاهش علائم فیزیکی اضطراب همچون تعریق، گرگرفتگی و تکرر ادرار باشند.

### مصرف توسط افراد مشهور
هرکسی که موجی از اضطراب به او برخورد می‌کند و تپش قلب، کف دست‌های عرق کرده، و قفسه سینه سفت شده را تجربه کرده‌است، می‌داند که چه تجربه سختی است؛ بنابراین، هنگامی که افراد مشهوری مانند کلوئی کارداشیان در مورد استفاده از مسدودکننده بتا – دارویی که معمولاً برای درمان نارسایی قلبی تجویز می‌شود – صحبت می‌کنند، وقتی احساس اضطراب می‌کنید، به فکر می‌روید که از این داروها استفاده کنید

### تاثیر بتابلاکرها بر عملکردهای شناختی
بتابلاکرها تأثیری بر علائم شناختی اضطراب ندارند، اما فواید خود را دارند. در حالی که مسدود کننده‌های بتا علائم روانشناختی اضطراب را درمان نمی‌کنند، برای اضطراب کوتاه مدت و موقعیتی می‌توانند یک گزینه مناسب باشند. در این سناریوها، این دارو می‌تواند برای افرادی که می‌خواهند یک داروی ضروری برای درمان علائم خود دریافت کنند، مفید باشد. این در حالی است که دیگر داروها مثلاً بنزودیازپین‌ها معمولاً داروهایی برای اضطراب در نظر گرفته می‌شوند که با خطرات بیشتر و عوارض جانبی بالقوه همراه هستند.

### بررسی اثر بتابلاکرها در مقایسه با بنزودیازپین ها
این می‌تواند دلیل دیگری برای انتخاب در مسدودکننده‌های بتا باشد. و بررسی تحقیقات منتشر شده در سال ۲۰۱۶ حتی نشان داد که استفاده از پروپرانولول، نوعی مسدودکننده بتا، در کوتاه مدت اثرات مشابهی با بنزودیازپین‌ها در درمان اضطراب دارد.
الکساندر روان‌پزشک سرشناس آمریکایی می‌گوید: مصرف بتابلاکرها گزینه ای برای افرادی که نمی‌خواهند داروهای اضطراب که ممکن است منجر به وابستگی شوند را امتحان کنند، خوب است.

### درک خطرات احتمالی
مهم است که به خاطر داشته باشید که مسدود کننده‌های بتا بدون هیچ گونه عوارضی نیستند. مصرف بتا بلاکر می‌تواند منجر به فشار خون پایین و ضربان قلب کند شود، بنابراین برای افراد مبتلا به مشکلات قلبی توصیه نمی‌شود. دیمیتریو خاطرنشان می‌کند که این دسته از داروها همچنین به تشدید علائم آسم یا حتی شروع حملات شناخته شده‌اند و می‌توانند ورزش را بسیار دشوارتر کنند برخی دیگر از عوارض جانبی رایج عبارتند از:
خستگی، سردی دست‌ها یا پاها و افزایش وزن.
عوارض جانبی کمتر شایع عبارتند از:
تنگی نفس، افسردگی و مشکل در خواب.
بلوک کننده‌های بتا اغلب بلوک‌کننده غیر اختصاصی و باهدف اثر بر گیرنده بتا یک بوده که در قلب و عروق قرار دارد لذا با بلوک بتا یک، موجب کاهش تعداد ضربان قلب و کاهش فشارخون می‌شوند. البته بتا بلوکرهای غیر اختصاصی مانند پروپرانولول با بلوک همزمان گیرنده‌های بتا دو که در برونشها قرار دارند می‌توانند موجب تنگی نفس به خصوص در بیماران آسمی شوند لذا در مواردی که بیمار دارای تنگی نفس باشد باید از داروهای بلوک‌کننده بتا که به‌طور اختصاصی عمل می‌کنند استفاده کرد؛ مثلاً داروی بیزاپرولول، یک بلوک‌کننده بتا یک می‌باشد و بنابراین با بلوک کردن گیرنده‌های بتا یک در قلب، عمل نموده و گیرنده‌های بتا دو که در برونش‌ها قرار دارند را مورد تأثیر قرار نمی‌دهد.

## کاربرد داروها
این داروها در مداوای بیماریهای شریان‌های کرونری از جمله آنژین صدری کاربرد دارد.
بلوک کنندهٔ بتا باعث مهار آدرنرژیک درگیرنده بتا-یک یا بتا-دو یا هر دو گیرنده بتا آدرنرژیک می‌شود.